# سیارک ۴۱۶۰
سیارک ۴۱۶۰ (به انگلیسی: 4160 Sabrina-John، نامگذاری:1989LE) چهار هزار و صد و شصتمین سیارک کشف شده‌است که در ۳ ژوئن ۱۹۸۹ کشف شد.
قدر مطلق سیارک برابر ۱۳٫۰۰ است.